# Демура, Владимир Федотович
Влади́мир Федо́тович Дему́ра (1918—1940) — младший комвзвод Рабоче-крестьянской Красной Армии, участник советско-финской войны, Герой Советского Союза (1940).

## Биография
Владимир Демура родился 3 июня 1918 года в посёлке Гришино в рабочей семье.
Окончил семь классов школы, затем горнопромышленное училище, после чего работал в отделе сигнализации и связи на станции «Красноармейская».
Осенью 1938 года Демура был призван на службу в Рабоче-крестьянскую Красную Армию. Отличился во время советско-финской войны, будучи командиром отделения связи 768-го стрелкового полка 138-й стрелковой дивизии 7-й армии Северо-Западного фронта и комсомольцем.
13 февраля 1940 года, когда в бою погиб расчёт станкового пулемёта, Демура сам лёг за него и отбивал финские контратаки в течение ночи, уничтожив большое количество солдат и офицеров противника. В боях два раза получил ранение, но продолжал сражаться, погибнув на рассвете 14 февраля. Похоронен в посёлке Солдатское Выборгского района Ленинградской области.
Указом Президиума Верховного Совета СССР от 21 марта 1940 года «за образцовое выполнение боевых заданий командования на фронте борьбы с финской белогвардейщиной и проявленные при этом отвагу и геройство» младший комвзвод Владимир Демура посмертно был удостоен высокого звания Героя Советского Союза.

## Награды
- Герой Советского Союза (21 марта 1940, медаль «Золотая Звезда»)[5];
- орден Ленина (21 марта 1940)[5].

## Память
- В честь Демуры названа улица в Покровске[4].